# Nikola Sjekloća
Nikola Sjekloća (* 10. Juli 1978 in Niš) ist ein ehemaliger jugoslawisch-montenegrinischer Boxer im Supermittelgewicht und Halbschwergewicht.

## Amateurkarriere
Sjekloća boxte als Amateur für Jugoslawien und später den Staatenbund Serbien und Montenegro. Sein größter Erfolg war der Gewinn einer Bronzemedaille im Mittelgewicht bei der Weltmeisterschaft 2003 in Bangkok, nachdem er erst im Halbfinale knapp mit 18:21 gegen Oleh Maschkin ausgeschieden war. Bei der WM 1999 in Houston verlor er in der Vorrunde gegen Jorge Gutiérrez, bei der WM 2001 in Belfast im Achtelfinale gegen Yordanis Despaigne und bei der WM 2005 in Mianyang in der Vorrunde mit 12:15 gegen Gennadi Golowkin.
Darüber hinaus gewann er eine Bronzemedaille im Halbmittelgewicht bei der Europameisterschaft 2000 in Tampere nach einer Niederlage im Halbfinale gegen Andrei Mischin. Bei der EM 2002 in Perm war er im Achtelfinale gegen Lucian Bute unterlegen, während er bei der EM 2004 in Pula, u. a. mit einem K.-o.-Sieg gegen Andranik Hakobjan, in das Viertelfinale kam, wo er gegen Andy Lee verlor.
Bei den Mittelmeerspielen 2001 in Tunis unterlag er im Viertelfinale, gewann jedoch eine Bronzemedaille im Mittelgewicht bei den Mittelmeerspielen 2005 in Almería.

## Profikarriere
Die Profikarriere von Sjekloća begann 2006 und endete im Dezember 2020. Er gewann 25 Kämpfe in Folge, wurde am 3. Mai 2008 in Budva mit einem Sieg gegen den Italiener Roberto Cocco (Kampfbilanz: 8-0) Mittelmeer-Champion der WBC im Supermittelgewicht und verteidigte den Titel im Oktober 2008 gegen den Franzosen Pierre Moreno (32-11) und im Oktober 2009 gegen den Italiener Lorenzo Cosseddu (21-3).
Am 29. Mai 2010 siegte er in Budva gegen den Ukrainer Roman Schkarupa (22-1) und wurde dadurch Internationaler-Champion der WBC im Supermittelgewicht, wobei er den Gürtel im Februar 2011 gegen den Spanier Roberto Santos (16-4), im Juli 2011 gegen den Armenier Khoren Gevor (31-6) und im November 2011 gegen den Südafrikaner Peter Mashamaite (23-7) verteidigen konnte.
Mit einem weiteren Sieg gegen den Franzosen Hadillah Mohoumadi (14-1) im Juli 2012, wurden Sjekloća und der Australier Sakio Bika (30-5) für den Kampf um den Platz des WBC-Pflichtherausforderers von Titelträger Andre Ward nominiert. Sjekloća, der in der Boardwalk Hall von Atlantic City sein US-Debüt bestritt, verlor den Kampf jedoch einstimmig nach Punkten.
Am 3. Mai 2014 konnte er zudem im Berliner Velodrom um den Weltmeistertitel der WBO im Supermittelgewicht antreten, verlor jedoch den Kampf gegen den deutschen Titelträger Arthur Abraham (39-4) ebenfalls einstimmig nach Punkten.
Im November 2014 verlor er in Liverpool beim erneuten Kampf um den Titel des International-Champion der WBC gegen den Briten Callum Smith (14-0) und im April 2015 in Berlin beim Kampf um den Titel des International-Champion der IBF gegen den Deutschen Tyron Zeuge (16-0).
Nach vier Siegen in Folge, darunter dem erneuten Gewinn des Titels WBC-Mittelmeer-Champion im Supermittelgewicht am 18. Dezember 2015 in Budva gegen den Kroaten Ivan Jukić (22-6), boxte er am 18. März 2017 in der Arena Leipzig um den EBU-Europameistertitel im Halbschwergewicht, wobei er ein Unentschieden gegen den deutschen Titelträger Robert Stieglitz (50-5) erreichte.
Seinen nächsten Titelkampf im Halbschwergewicht bestritt er am 9. Dezember 2017 in London um die Gürtel WBO-Europameister und WBO-Interkontinental-Champion, verlor das Duell aber durch TKO in Runde 4 gegen den Briten Anthony Yarde (13-0).
Im Anschluss gewann Sjekloća fünf Kämpfe in Folge, den letzten davon am 18. Dezember 2020 im Alter von 42 Jahren.

## Sonstiges
Nach seiner Wettkampfkarriere wurde er unter anderem als Sportdirektor von Budva und Direktor des Boxverbandes von Montenegro tätig.